# Paraclimbing
Paraclimbing bzw. Paraklettern ist Klettern für Menschen mit Behinderung, also eine Parasportart. Die Athleten werden je nach Art und Ausprägung ihrer Behinderung in verschiedene Kategorien mit jeweils weiteren Unterkategorien eingeteilt, um eine Vergleichbarkeit der sportlichen Leistungen zu gewährleisten.

## Kategorien
Die Kategorien sind von der International Federation of Sport Climbing definiert. Es werden die Klassen Visual (B), Amputee (AL und AU) und Limited range, power or stability (RP) unterschieden, wobei diese in jeweils drei bis vier Kategorien unterteilt werden.
| Klasse                            | Kategorie | Behinderung                                                                       | Beispielhaftes Foto |
| --------------------------------- | --------- | --------------------------------------------------------------------------------- | ------------------- |
| Visual                            | B1        | Blindheit                                                                         | B1                  |
| Visual                            | B2        | Sehschärfe ⩽2/60 oder Gesichtsfeld ⩽ 5 %                                          | B1                  |
| Visual                            | B3        | Sehschärfe ⩽6/60 oder Gesichtsfeld ⩽ 20 %                                         | B1                  |
| Amputee                           | AL1       | Amputation/Fehlbildung von zwei Beinen                                            | AL-2                |
| Amputee                           | AL2       | Amputation/Fehlbildung von einem Bein                                             | AL-2                |
| Amputee                           | AU2       | Amputation/Fehlbildung von einem Unterarm                                         | AU-2                |
| Amputee                           | AU3       | Amputation/Fehlbildung von einer Hand oder von Fingern                            | AU-2                |
| Limited range, power or stability | RP1       | Muskelhypertonie, begrenzte Muskelkraft, Ataxie (in unterschiedlicher Ausprägung) | RP3                 |
| Limited range, power or stability | RP2       | Muskelhypertonie, begrenzte Muskelkraft, Ataxie (in unterschiedlicher Ausprägung) | RP3                 |
| Limited range, power or stability | RP3       | Muskelhypertonie, begrenzte Muskelkraft, Ataxie (in unterschiedlicher Ausprägung) | RP3                 |

Seit der Saison 2023 klettern Athleten mit einer Amputation oder Fehlbildung an einem Arm in der Kategorie RP1. Vor 2023 kletterten diese Athleten in der nicht mehr existierenden Kategorie AU1. AU2-Athleten haben eine Amputation oder Fehlbildung an einem Unterarm. Die neue Kategorie AU3 umfasst Athleten, die Einschränkungen in der Hand oder der Finger, aber ein funktionierendes Handgelenk haben.

### Merging

Merging-Reihenfolge beim Paraklettern. AU1 ist seit 2023 in RP1 aufgegangen.

Bei zehn unterschiedlichen Kategorien kommt es häufig vor, dass sich bei einem Wettkampf nur wenige Athleten in einer Kategorie anmelden. Deshalb hat die IFSC eine Mindestanzahl definiert: Bei Weltmeisterschaften sind sechs Athleten aus vier Ländern für eine Kategorie nötig, bei Weltcups vier Athleten aus drei Ländern. Wenn in einer Kategorie nicht genügend Athleten registriert sind, werden die Kategorien gemäß einer festen Reihenfolge zusammengelegt.

## Routenbau
Bei Wettkämpfen klettern die Athleten im Toprope. Dabei werden zwei Topropes verwendet, um Pendelstürze in überhängenden Wänden zu vermeiden.
Athleten der Kategorien B1, B2 und B3 sind auf ihren Guide angewiesen, der ihnen vom Boden aus Anweisungen gibt. Die Athleten und die Guides erhalten vor dem Klettern eine Videodemonstration der Routen, damit sie die Züge zusammen durchgehen können. Die Routen bestehen aus möglichst wenigen dynamischen Zügen und es wird darauf geachtet, dass die Farbe der Griffe möglichst heraussticht.
Der Kletterstil der AL1-Athleten besteht hauptsächlich aus Hangeln. Die Kletterrouten sind daher überhängend (zwischen 10° und 30°), damit die Beine beim Hangeln nicht an die Wand kommen. Athleten der Kategorie AL2 können mit oder ohne Prothese klettern. Die Wettkampf-Routen sind dementsprechend so gebaut, dass sie sowohl mit als auch ohne Prothese möglich sind. Zudem wird darauf geachtet, dass es beim Klettern keinen Unterschied gibt, ob die Einschränkung am linken oder am rechten Bein ist.
Bei den Routen der Kategorien AU2 und AU3 werden Fingerlöcher oder Zangen vermieden, da diese mit dem Armstumpf nicht gehalten werden können. Zudem wird ebenfalls darauf geachtet, dass es beim Klettern keinen Unterschied macht, ob die Einschränkung am linken oder am rechten Arm ist. Die Routen verfügen über eine große Vielfalt an Tritten, so dass jeder Athlet seine eigene Lösung für eine Klettersequenz finden kann.
Athleten der Kategorien RP1, RP2 und RP3 sind in der Bewegung und der Stabilität eingeschränkt. Züge, bei der eine hohe Beweglichkeit erforderlich ist sowie weite und dynamische Züge werden in den Wettkampf-Routen möglichst vermieden. In dieser Kategorie wird besonders darauf geachtet, dass die ersten paar Züge einfach sind, um einen möglichen Bodensturz zu vermeiden, da die Verletzungsgefahr in dieser Kategorie hoch ist.

## Wettkämpfe
Der erste internationale von der IFSC organisierte Wettkampf fand 2006 in Ekaterinburg statt. 2011 wurde in Arco erstmals eine Weltmeisterschaft ausgetragen. Insgesamt traten 35 Athleten aus 11 Ländern an, neben Lead wurde einmalig auch Speed-Wettkämpfe abgehalten. An der Weltmeisterschaft 2012 in Paris nahmen bereits fast doppelt so viele Athleten teil: 61 Athleten aus 20 Ländern. Bei der Weltmeisterschaft 2019 in Briançon erhörte sich die Teilnehmerzahl auf 158 Athleten (111 Männer und 47 Frauen) aus 24 Ländern. Seit 2013 finden zudem regelmäßig Weltcups statt. 2024 gab es erstmalig Europameisterschaften.
Bei den Sommerspielen 2028 wird der Sport erstmals Teil der Paralympischen Spiele sein.
| Jahr | Ort         |
| ---- | ----------- |
| 2028 | Los Angeles |

| Jahr | Ort       |
| ---- | --------- |
| 2011 | Arco      |
| 2012 | Paris     |
| 2014 | Gijón     |
| 2016 | Paris     |
| 2018 | Innsbruck |
| 2019 | Briançon  |
| 2021 | Moskau    |
| 2023 | Bern      |
| 2025 | Seoul     |

| Jahr | Lead                     | Boulder                  |
| ---- | ------------------------ | ------------------------ |
| 2013 | X                        | X                        |
| 2014 | X                        | X                        |
| 2015 | X                        |                          |
| 2016 | X                        |                          |
| 2017 | X                        |                          |
| 2018 |                          |                          |
| 2019 |                          |                          |
| 2020 | wegen Covid-19 entfallen | wegen Covid-19 entfallen |
| 2021 | X                        |                          |
| 2022 | X                        |                          |
| 2023 | X                        |                          |
| 2024 | X                        |                          |
| 2025 | X                        |                          |

| Jahr | Ort     |
| ---- | ------- |
| 2024 | Villars |